# Бристол (Њу Хемпшир)
Бристол (енгл. Bristol) насељено је место без административног статуса у америчкој савезној држави Њу Хемпшир.

## Демографија
По попису из 2010. године број становника је 1.688, што је 18 (1,1%) становника више него 2000. године.
| Група             | 2000.         | 2010.         |
| Белци             | 1.598 (95,7%) | 1.614 (95,6%) |
| Афроамериканци    | 1 (0,1%)      | 7 (0,4%)      |
| Азијати           | 20 (1,2%)     | 14 (0,8%)     |
| Хиспаноамериканци | 19 (1,1%)     | 21 (1,2%)     |
| Укупно            | 1.670         | 1.688         |